# 日本製品不買運動
日本製品不買運動（にほんせいひんふばいうんどう）<ハングル: 노제팬 >とは日本国外の国家で日本に対する政治的主張などを目的として、日本製品を買わないことを呼びかける政治運動である。

## 韓国
韓国では日本製品不買運動が幾度となく行われてきた。1965年の国交樹立を皮切りに何度も日本製品不買運動が繰り返されている。2013年3月1日にはソウル特別市で決起集会が行われ約200人が集まった。集会では日本製品は買うなとシュプレヒコールを上げ、日本製品の写真が貼られた板に次々と卵を投げつけていた。2019年7月から、日本による韓国への輸出厳格化措置に反発するため、韓国で日本製品不買運動が発生し、「NO JAPAN」「ボイコットジャパン」というリストが韓国のインターネット上に出回された。ターゲットにされた主な商品は日本産ビール、ユニクロの衣料品、日本への旅行などである。実際に売上が減ったのは単価が安い又は、批判者らに利用していると明確に分かることで糾弾されやすい衣類、ビール、自動車などが不買運動強要されやすい商品になっている。衣類は着ている、ビールは容器やメニュー表記載、自動車は乗っていると日本製品だと不買運動強制者からも分かるが、タバコは吸っていても日本製か容易には判別出来ないために不買運動が起きても売れている。専門家は、韓国ではこのような選択的不買運動が起きやすい背景に不買運動を他者に強要する反日絶対視世論と自分が買いたいモノ代替体品が無いとして買うが他者が買うと吊るし上げる二重基準の国民性にあることだと指摘した。李教授は「他人の購買行為に対して説得はできても侵害はできない。消費者の権利を侵害しないためには、原色的非難を自制しなければならない」と指摘している。不買運動によって、日本企業で働く韓国人が日本企業の撤退や閉鎖で苦境になっていることも指摘されている。韓米FTA反対、国家保安法廃止を主張し、2012年2月には統合進歩党の党大会に参加し支援演説、2012年大統領選挙では文在寅の選挙対策委員会の市民キャンプ共同代表を務めた「運動家」としての経歴を持つ人物と、、不買運動団体共同会長 はソウル市内の真ん中で「文在寅大統領様ありがとうございます」というプラカードをもっていた人物が2019年の不買運動を最初にした人物である。このように不買運動は左派組織が主導した官製デモであるため、「韓国国民は日本企業よりも韓国の元慰安婦支援団体、共に民主党の方が悪質だと気づいてしまった」「文政権の反日カードはもう通用しない」「ノージャパンじゃなくてノージェインをしよう。これ以上、現政権の反日扇動作戦に利用されたくない」との指摘も起きるようになっている。

### ギャラリー

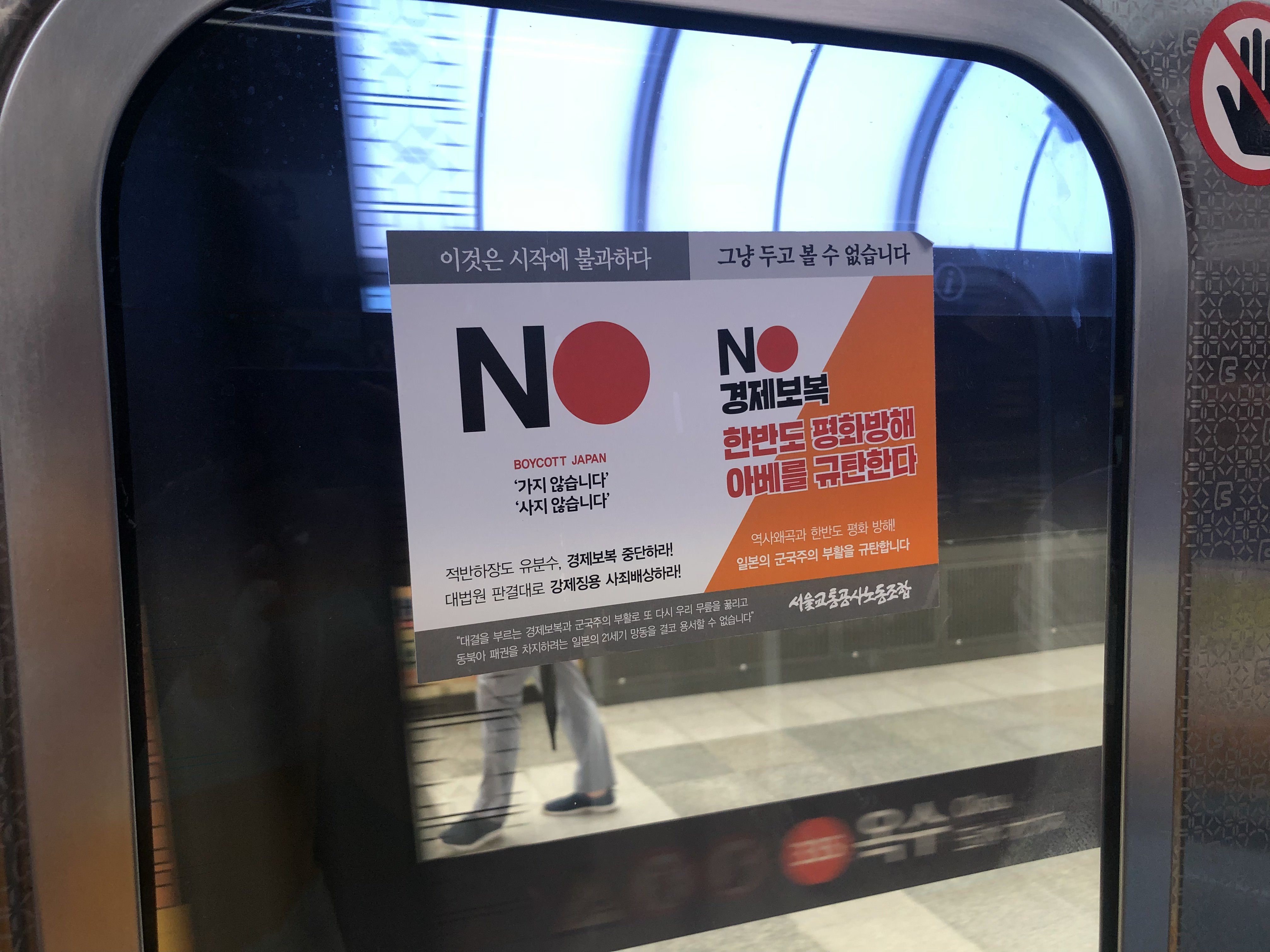
ソウル交通公社によって貼られたソウル地下鉄の車両に貼られているステッカー
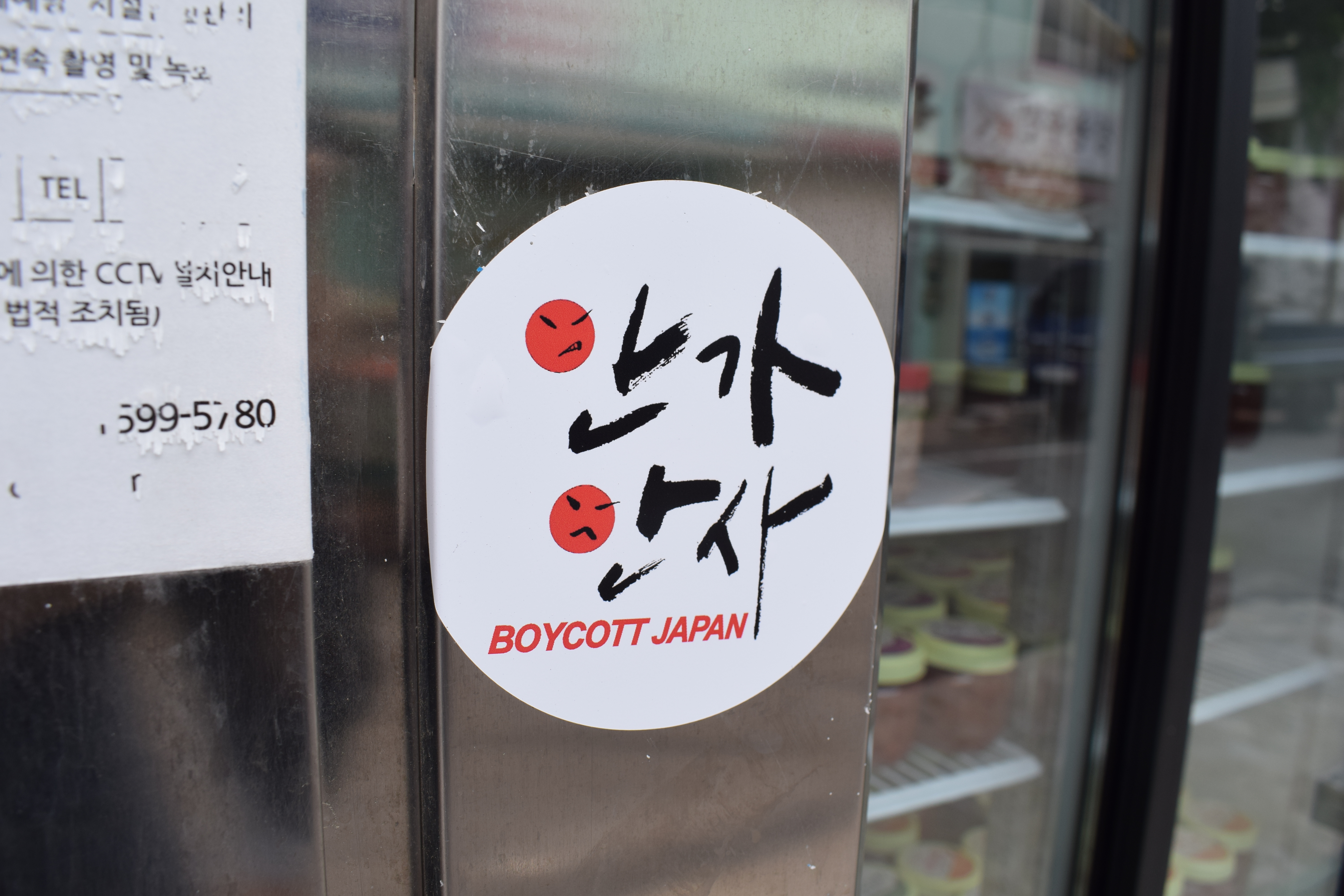
木浦市内の商店に貼られているステッカー
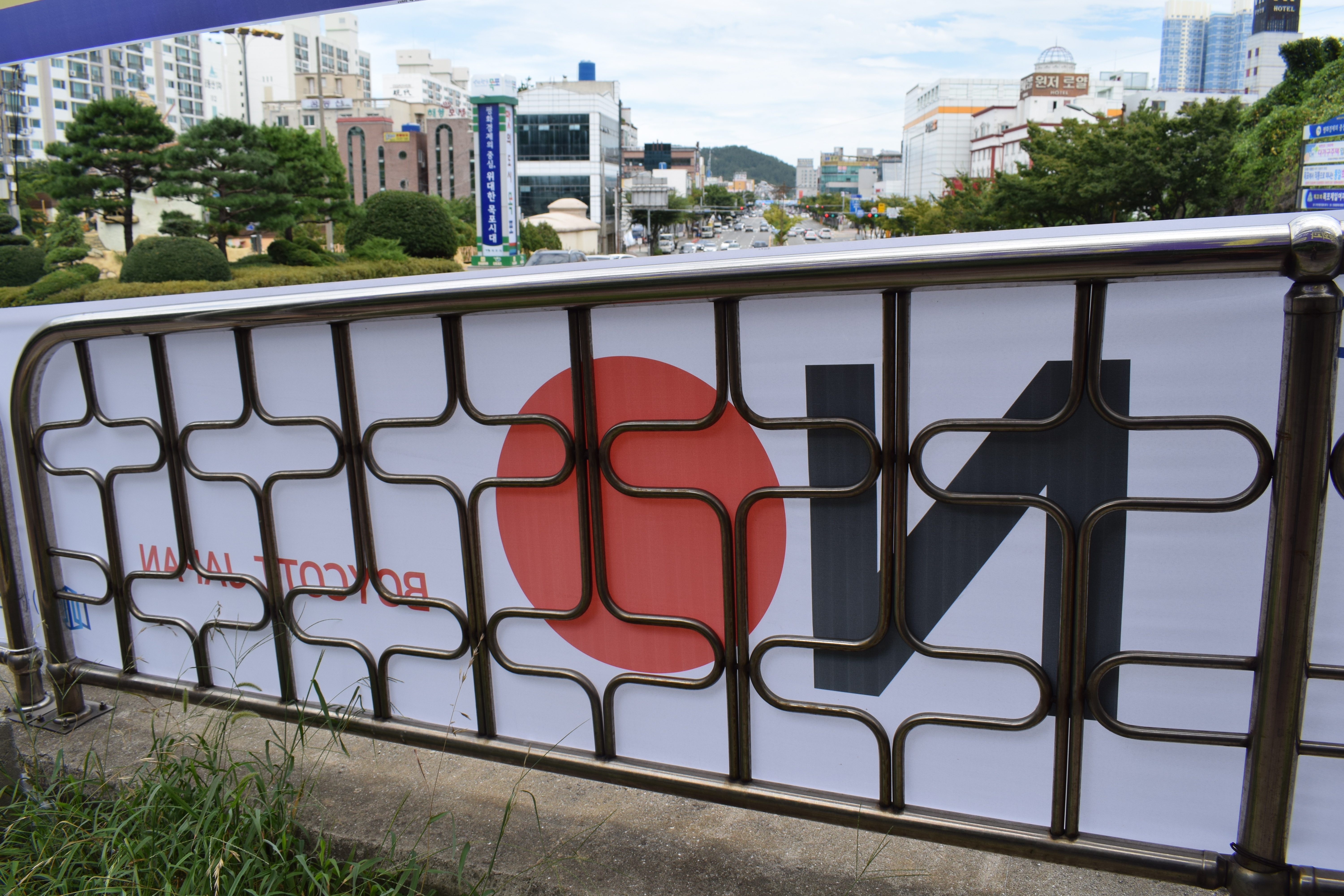
木浦市によって、市内のトンネル入り口に飾られている旗

## 中国

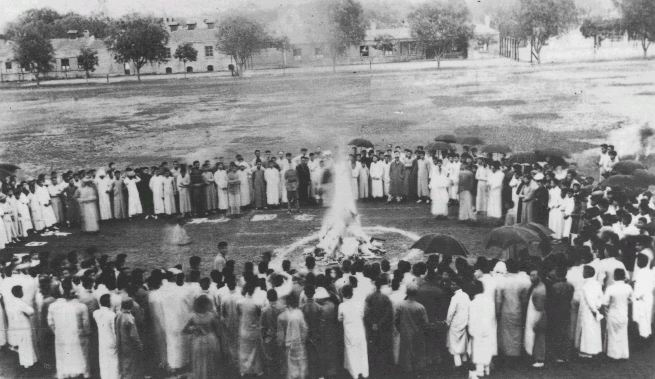
1919年5月の清華大学の教師、学生による日本製品焼却

- 1908年にマカオ沖で辰丸事件が発生。これを契機に日貨排斥が行われた[6]。
- 1915年に日本が提示した対華21カ条要求を契機として不買運動が起き、日本製品の没収，破壊が行われた[6]。
- 1931年の満洲事変により、関税の引上げなど政府をまきこみ、不買運動が行われた[6]。初等教育から徹底した不買が教えられている[7]。
- 2012年には中華人民共和国で日本製品不買運動が行われた。この運動が起こった背景には尖閣諸島問題に対する日本政府の対応への民衆の不満が存在する。運動では民衆は抵制日貨を訴え、不買対象とするべき企業の一覧を告示している[8][9]。この運動は中国商務省次官の姜増偉も容認していた[10]。
- 2023年に日本が福島第一原子力発電所に汚染された水を浄化したALPS処理水の太平洋への排水を行ったことに対し、中国で日本製品不買運動が行われた[11][12]。

## その他

### アメリカ合衆国
1932年、全米大学卒業生校友会であるカッパ・エルファ・セタのワシントン支部は、世界平和を保持するうえで日本に反省を求めるためという理由で、絹靴下など日本製品の不買を決定し、他の支部にも参加を求めた。